# Arthrogorgia otsukai
Arthrogorgia otsukai is een zachte koraalsoort uit de familie Primnoidae. De koraalsoort komt uit het geslacht Arthrogorgia. Arthrogorgia otsukai werd in 1952 voor het eerst wetenschappelijk beschreven door Bayer. 